# Лагоинья
Лагоинья (порт. Lagoinha) — муниципалитет в Бразилии, входит в штат Сан-Паулу. Составная часть мезорегиона Вали-ду-Параиба-Паулиста. Входит в экономико-статистический микрорегион Параибуна/Парайтинга. Население составляет 5195 человек на 2006 год. Занимает площадь 255,924 км². Плотность населения — 20,3 чел./км².

## История
Город основан 23 декабря 1953 года.

## Статистика
- Валовой внутренний продукт на 2003 составляет 23.566.696,00 реалов (данные: Бразильский институт географии и статистики).
- Валовой внутренний продукт на душу населения на 2003 составляет 4.633,64 реалов (данные: Бразильский институт географии и статистики).
- Индекс развития человеческого потенциала на 2000 составляет 0,752 (данные: Программа развития ООН).